# Beaulieu (Indre)
 Beaulieu  es una población y comuna francesa, en la región de  Centro, departamento de Indre, en el distrito de Le Blanc y cantón de Saint-Benoît-du-Sault.

## Demografía
| 153 | 180 | 155 | 167 | 101 | 95 |
| Para los censos de 1962 a 1999 la población legal corresponde a la población sin duplicidades (Fuente: INSEE [Consultar]) |     |     |     |     |    |